# Барца (округ Рімавска Собота)
Барца (словац. Barca) — село, громада в окрузі Рімавска Собота, Банськобистрицький край, Словаччина. Кадастрова площа громади — 11,5 км². Населення — 586 осіб (за оцінкою на 31 грудня 2017 р.).
Перша згадка 1334 року.

## Географія
Протікає річка Тешка.

## Населення
| Рік:            | 1994. | 2004.    | 2014.    | 2024.    |
| --------------- | ----- | -------- | -------- | -------- |
| Кількість осіб: | 300   | 451      | 553      | 614      |
| Різниця:        |       | +50,33 % | +22,61 % | +11,03 % |

| Рік:            | 2023. | 2024.   |
| --------------- | ----- | ------- |
| Кількість осіб: | 604   | 614     |
| Різниця:        |       | +1,65 % |